# Haute-Rivoire
Haute-Rivoire é uma comuna francesa na região administrativa de Auvérnia-Ródano-Alpes, no departamento de Ródano. Estende-se por uma área de 20,29 km². Em 2010 a comuna tinha 1 470 habitantes (densidade: 72,4 hab./km²).